# Cryptomys
Cryptomys is een geslacht van zoogdieren uit de familie van de molratten (Bathyergidae), die endemisch zijn in  Afrika. De wetenschappelijke naam van het geslacht werd in 1864 voor het eerst geldig gepubliceerd door John Edward Gray. Het grootste deel van de soorten die eerder in dit geslacht geplaatst waren, werden in 2006 verplaatst naar het geslacht Fukomys.

## Soorten
Er worden 5 soorten in dit geslacht geplaatst:
- Cryptomys hottentotus (Lesson, 1826) – Hottentotmolrat
- Cryptomys mahali (Roberts, 1913)
- Cryptomys natalensis (Roberts, 1913)
- Cryptomys nimrodi (de Winton, 1896)
- Cryptomys pretoriae (Roberts, 1913)